# Colla Vella de Diables de Sitges
La Colla Vella de Diables de Sitges és una colla de diables centenària, els orígens de la qual es remunten almenys a mitjans del segle xix. La primera referència escrita del ball data del 1853, en les comptes de la Festa Major. Aquest ball es considera representat per la Colla Vella de Diables de Sitges des de la seva aparició fins a mitjans del segle xx.
És un dels set balls de diables amb parlaments de Catalunya. Aquests sets són els únics que fan un ball de forma tradicional amb un acte sacramental, també anomenat «entremès», que posa en escena, mitjançant parlaments l'enfrontament entre les forces del bé i les del mal i en què, finalment, els diables són derrotats per un àngel. Va ser una de les fundadors de la Coordinadora de Balls de Diables Centenaris amb Parlaments el 1995.
A mitjans del segle xx es va fundar una segona colla, la Colla Jove de Diables de Sitges que des de llavors i fins al 1979 s'alternava any a any amb la Vella en la representació del Ball de Diables de Sitges per a les festes locals. A partir del 1979, les dues colles s'independitzen totalment i representen així totes dues el Ball de Diables de Sitges fins al 1981, moment en què s'hi uneix una tercera colla de foc, la Colla de Diables de l'Agrupació de Balls Populars. Les sortides de la Colla Vella al Ball de Diables de Sitges només han estat interrompudes per les Guerres Carlines (1873, 1874), per una epidèmia de colèra (1885), per la desfeta a la Guerra d'Independència de Cuba (1898), per la guerra d'Àfrica (1909) i per la Guerra Civil (1936-1938).
El 2000, la colla participà en les campanades de TV3 celebrades a Sitges. El 2003 se celebrà l'exposició dels 150 anys.